# Relacje parasocjalne
Relacje parasocjalne (relacje paraspołeczne)-  rodzaj jednostronnych, pozornych relacji interpersonalnych, w których jedynie jedna ze stron zna tę drugą. Relacje parasocjalne zachodzą najczęściej między odbiorcą, a znaną osobą lub postacią fikcyjną. W tego typu relacjach dana osoba publiczna przemawia i zachowuje się wobec swoich odbiorców w ten sposób, aby stworzyć iluzję bliskości oraz zaufania do tej osoby. Powoduje to u odbiorcy wrażenie, że nawiązuje z drugą stroną więź, mimo że relacja jest jedynie jednostronna.
Relacje parasocjalne utrwalają się poprzez zaufanie i otwartość osoby medialnej wobec odbiorcy. Tym samym powodując, że odbiorcy czują się związani z tą osobą, tak jakby byli z bliskim przyjacielem, interpretując jej wygląd, gesty, sposób mówienia oraz postępowanie.

## Pochodzenie i dalsze badania
Określenie „relacja parasocjalna" po raz pierwszy użyli Donald Horton oraz R. Richard Wohl w 1956 roku w artykule „Mass Communication and Para-Social Interaction: Observations on Intimacy at a Distance”. W swojej publikacji skupili się na opisaniu reakcji, zachodzącej podczas oglądania osób występujących w telewizji lub w radiu przez odbiorcę, w porównaniu ze standardowym stosunkiem społecznym. Horton i Wohl zbadali różne interakcje, zachodzące między odbiorcą mediów masowego przekazu i osobami medialnymi oraz uznali relacji paraspołecznej, w której odbiorca zachowuje się tak, jakby był w standardowej relacji z drugim człowiekiem. Relacje paraspołeczne występowały jeszcze przed stworzeniem środków masowego przekazu, jednak upowszechnienie dostępu do szerokiego grona odbiorców, pozwoliło dogłębniej przyjrzeć się temu zjawisku.   
Z czasem termin relacji parasocjalnych został przyjęty przez psychologów, którzy w późniejszych badaniach obserwowali relacje zachodzących między konsumentem mediów masowego zasięgu, a osobami, które w nich występują. Horton oraz Wohl zasugerowali, że dla większości odbiorców interakcje parasocjalne mogą komplementować ich dotychczasowe więzi społeczne, jednak zasugerowali też, że istnieją jednostki, które zastępują swoje realne więzi społeczne na zachowania paraspołeczne.   

## W mediach społecznościowych
Mimo że pierwotne badania skupiły się na relacjach parasocjalnych w rozumieniu telewizyjnym czy filmowym, to rozwinięcie nowych technologii takich jak Internet, zmusiło do bliższego przyjrzenia się temu zjawisku. Wielu naukowców doszło do wniosku, że relacje paraspołeczne nie występują jedynie w radiu czy telewizji, ale również istnieją w środowisku internetowym, np. w blogach, czy innych serwisach społecznościowych. Zastosowania relacji paraspołecznych w środowiskach internetowych są stale dokumentowane w literaturze od początku XXI wieku. 
Młodzi ludzie chętnie korzysta ją z mediów społecznościowych, takich jak Facebook, Twitter, czy Youtube i odwiedzają te portale z ciekawości. Twierdzą, że zawsze dzieje się na nich coś ciekawego i pozwalają im dowiedzieć się wielu informacji. Młodzi internauci twierdzą też, że interakcje zachodzące na portalach społecznościowych, są dużo prostsze niż te poza Internetem.

### Youtube
Youtube jest jedną z platform społecznościowych, na której użytkownicy mogą zamieszczać stworzone przez siebie filmy. Stała się popularną formą mediów, która dla obecnego pokolenia jest porównywalna z telewizją. Twórcy zezwalają na wgląd do swojego codziennego życia poprzez zamieszczane na platformie vlogi. Relacje parasocjalne są powszechne pomiędzy twórcą, a jego widzami, ze względu na chęć twórcy do interakcji z gronem odbiorców. Wielu twórców też udostępnia bardziej osobiste detale ze swojego życia, nawet jeżeli tożsamość pod którą się przestawiają w sieci nie jest zbyt autentyczna. 
Ze względu też na interaktywny charakter Youtube'a i bezpośrednie zwracanie się do odbiorców, łatwiejsze jest powstawanie relacji parasocjalnych. Ludzki mózg przetwarza doświadczenia na poziomie medialnym podobnie jak doświadczenia bezpośrednie. Tym samym formy okazywania wdzięczności, w tym przypadku tj. polubienia, komentowanie czy subskrybowanie, są uznawane jako forma budowania relacji.

## Podłoże psychologiczne
Relacje parasocjalne są więziami psychologicznymi, w których osoba medialna prowadzi stałą relację z użytkownikiem mediów. Odbiorcy zaczynają na niej polegać, chcą wchodzić w interakcje oraz traktują ją jak bliskiego przyjaciela. Mają związane wspomnienia z tą osobą i mają przekonanie, że znają ją lepiej niż ktokolwiek inny. Użytkownicy mediów mają więc możliwość czerpania korzyści jak w prawdziwej przyjaznej relacji bez zobowiązania czy wysiłku. Mogą kontrolować swoje doświadczenie relacji parasocjalnej i wycofać się w dowolnym momencie bez żadnych realnych konsekwencji.
Wyniki niektórych badań sugerują, że relacje paraspołeczne natężają się, ponieważ odbiorca odczuwa samotność, ogólnie niezadowolenie lub ma nieciekawe alternatywy w prawdziwym życiu. Więź odbiorcy z osobą medialną może pomóc podbudować pewność siebie i dać poczucie przynależności, ale również może obniżyć poczucie własnej wartości, czy wytworzyć nierealne oczekiwania wobec życia. Wiele osób może używać tych relacji jako dopełnienie, ale w niektórych przypadkach jako całkowity substytut realnych stosunków społecznych.

## Pozytywne skutki relacji parasocjalnych

### Media jako źródło nauki
Relacje parasocjalne mogą powstać już we wczesnym dzieciństwie, np. małe dzieci mają tendencję do nawiązywania takich relacji z postaciami, które widzą w programach i filmach w telewizji. Przykładowo w serialach dla dzieci tj. Dora Poznaje Świat, bohaterka bezpośrednio zwraca się do publiki, angażując ją w to, co dzieje się na ekranie oraz stwarza wrażenie prowadzenia konwersacji. Ciąg interakcji prowadzi do wrażenia u odbiorców, że nawiązują z postacią fikcyjną przyjacielską więź. Taka forma interakcji, stwarza możliwość edukacji dziecka. Badania również wykazały, że dzieci są bardziej skłonne do przyswojenia jakiejś koncepcji, jeżeli jest ona przedstawiana przez postać, z którą czują się powiązane parasocjalnie. 

## Negatywne skutki relacji parasocjalnych

### Negatywne postrzeganie własnego ciała
Przeprowadzone badania sprawdziły związek zachodzący pomiędzy stycznością z mediami, a obrazem ciała u młodzieży, w szczególności kładąc nacisk na relacje parasocjalne, a porównywanie siebie z różnymi postaciami u badanych. Badania przeprowadzono łącznie na 391 uczniach klas siódmych i ósmych. Wyniki wykazały, że styczność z mediami negatywnie wpływa na postrzeganie samego siebie u badanych oraz że porównywanie siebie do ulubionych postaci zniekształcało postrzeganie realnego obrazu ciała.